# Beach volley ai Giochi panamericani
Il beach volley ai Giochi panamericani fu introdotto a partire dall'edizione del 1999 dei Giochi che si svolsero a Winnipeg, in Canada, tre anni dopo del debutto di questo sport ai Giochi olimpici del 1996 ad Atlanta.

## Edizioni

### Uomini
| Anno          | Paese                         |                                       | Medaglie                                 | Medaglie                                   | Medaglie | Medaglie |
| Anno          | Paese                         | Oro                                   | Argento                                  | Bronzo                                     | Bronzo   |          |
| 1999 Dettagli | Canada Winnipeg               | Canada Jody Holden Conrad Leinemann   | Brasile Lula Barbosa Adriano Garrido     | Brasile Roberto Lopes Franco Neto          |          |          |
| 2003 Dettagli | Rep. Dominicana Santo Domingo | Cuba Francisco Álvarez Juan Rossell   | Brasile Luizão Correa Paulo Emilio Silva | Porto Rico Ramón Hernández Raul Papaleo    |          |          |
| 2007 Dettagli | Brasile Rio de Janeiro        | Brasile Emanuel Rego Ricardo Santos   | Stati Uniti Ty Loomis Hans Stolfus       | Cuba Francisco Álvarez Leonel Munder       |          |          |
| 2011 Dettagli | Messico Guadalajara           | Brasile Alison Cerutti Emanuel Rego   | Venezuela Igor Hernández Farid Mussa     | Argentina Santiago Etchegaray Pablo Suárez |          |          |
| 2015 Dettagli | Canada Toronto                | Messico Rodolfo Ontiveros Juan Virgen | Brasile Vitor Araujo Álvaro Morais Filho | Cuba Nivaldo Diaz Sergio González          |          |          |
| 2019 Dettagli | Perù Lima                     | Cile Marco Grimalt Esteban Grimalt    | Messico Juan Virgen Rodolfo Ontiveros    | Argentina Nicolás Capogrosso Julián Azaad  |          |          |

#### Medagliere
| Pos.   | Paese       | Oro | Argento | Bronzo | Totale |
| ------ | ----------- | --- | ------- | ------ | ------ |
| 1      | Brasile     | 2   | 3       | 1      | 6      |
| 2      | Messico     | 1   | 1       | -      | 2      |
| 3      | Cuba        | 1   | -       | 2      | 3      |
| 4      | Canada      | 1   | -       | -      | 1      |
| 4      | Cile        | 1   | -       | -      | 1      |
| 6      | Stati Uniti | -   | 1       | -      | 1      |
| 6      | Venezuela   | -   | 1       | -      | 1      |
| 8      | Argentina   | -   | -       | 2      | 2      |
| 6      | Porto Rico  | -   | -       | 1      | 1      |
| TOTALE | TOTALE      | 6   | 6       | 6      | 18     |

### Donne
| Anno          | Paese                         |                                           | Medaglie                               | Medaglie                                     | Medaglie | Medaglie |
| Anno          | Paese                         | Oro                                       | Argento                                | Bronzo                                       | Bronzo   |          |
| 1999 Dettagli | Canada Winnipeg               | Brasile Adriana Behar Shelda Bede         | Stati Uniti Jenny Pavley Marsha Miller | Messico Laura Almaral Mayra Huerta           |          |          |
| 2003 Dettagli | Rep. Dominicana Santo Domingo | Cuba Dalixia Fernández Tamara Larrea      | Messico Mayra García Hilda Gaxiola     | Brasile Ana Richa Larissa França             |          |          |
| 2007 Dettagli | Brasile Rio de Janeiro        | Brasile Juliana Felisberta Larissa França | Cuba Dalixia Fernández Tamara Larrea   | Messico Bibiana Candelas Mayra García        |          |          |
| 2011 Dettagli | Messico Guadalajara           | Brasile Juliana Felisberta Larissa França | Messico Bibiana Candelas Mayra García  | Porto Rico Yarleen Santiago Yamileska Yantín |          |          |
| 2015 Dettagli | Canada Toronto                | Argentina Ana Gallay Georgina Klug        | Cuba Lianma Flores Leila Martinez      | Brasile Maestrini Horta                      |          |          |
| 2019 Dettagli | Perù Lima                     | Stati Uniti Karissa Cook Jace Pardon      | Argentina Ana Gallay Fernanda Pereyra  | Brasile Carolina Horta Ângela Lavalle        |          |          |

#### Medagliere
| Pos.   | Paese       | Oro | Argento | Bronzo | Totale |
| ------ | ----------- | --- | ------- | ------ | ------ |
| 1      | Brasile     | 3   | -       | 3      | 6      |
| 2      | Cuba        | 1   | 2       | -      | 3      |
| 3      | Argentina   | 1   | 1       | -      | 2      |
| 3      | Stati Uniti | 1   | 1       | -      | 2      |
| 5      | Messico     | -   | 2       | 2      | 4      |
| 6      | Porto Rico  | -   | -       | 1      | 1      |
| TOTALE | TOTALE      | 6   | 6       | 6      | 18     |